# Kanton Voiron
Voiron is een kanton van het Franse departement Isère. Het kanton maakt deel uit van het arrondissement Grenoble. Het heeft een oppervlakte van 142.12 km² en telt 46.379 inwoners in 2018, dat is een dichtheid van 326 inwoners/km².

## Gemeenten
Het kanton Voiron omvatte tot 2014 de volgende 10 gemeenten:
- La Buisse
- Chirens
- Coublevie
- Pommiers-la-Placette
- Saint-Aupre
- Saint-Étienne-de-Crossey
- Saint-Julien-de-Raz
- Saint-Nicolas-de-Macherin
- Voiron (hoofdplaats)
- Voreppe

Na de herindeling van de kantons bij decreet van 18 februari 2014, met uitwerking op 22 maart 2015 omvatte het kanton 11 gemeenten. Door de samenvoeging op 1 januari 2017 van de gemeenten Saint-Julien-de-Raz en Pommiers-la-Placette tot de fusiegemeente (commune nouvelle) La Sure en Chartreuse, omvat het sindsdien 
volgende 10 gemeenten :
- La Buisse
- Coublevie
- La Murette
- Saint-Aupre
- Saint-Cassien
- Saint-Étienne-de-Crossey
- Saint-Nicolas-de-Macherin
- La Sure en Chartreuse
- Voiron
- Voreppe